# 마이크로소프트 오피스 프로젝트 포트폴리오 서버
마이크로소프트 오피스 프로젝트 포트폴리오 서버(영어: Microsoft Office Project Portfolio Server)는 마이크로소프트의 프로젝트 포트폴리오 관리 응용 프로그램이다. 그리고 마이크로소프트 오피스 프로젝트 서버가 포함된 엔터프라이즈 프로젝트 관리 제품군의 제품이다.

## 버전
- 2007 - 프로젝트 포트폴리오 서버 2007
- 2006 - 프로젝트 포트폴리오 서버 2006
- 지난 연도 - UMT 포트폴리오 매니저

## 자세히
마이크로소프트 오피스 프로젝트 포트폴리오 서버 2007은 포트폴리오 프로젝트 제작, 워크플로 포함, 중앙 호스팅을 허가한다. 그리고 브라우저로부터 정보를 한층 더 완전히 사용 가능하다. 시각화 및 데이터 분석을 통한 프로젝트 계획 최적화, 프로젝트 계획 및 실행에 대한 중앙 데이터 집합을 촉진한다. 역시 프로젝트의 다양한 측면에서의 추적에서 프로젝트 당 여러 포트폴리오를 지원한다. 그리고 또한 통합된 외부 프로젝트 데이터의 보고 도구가 포함되었다.

## 같이 보기
- 마이크로소프트 프로젝트 서버
- 마이크로소프트 프로젝트
- 마이크로소프트 오피스
- 윈도 서버 시스템